# Метью Гай
Метью Джейсон Гай (англ. Matthew Jason Guy; нар. 6 березня 1974, Ґрінсборо, штат Вікторія, Австралія) — австралійський політик, член Вікторіанської законодавчої ради від Ліберальної партії. З 2010 по 2014 рр. — міністр планування в штаті Вікторія, з 2014 р. — лідер Ліберальної партії у Вікторії.
Здобув ступінь бакалавра в Університеті Ла Троб, вивчав українську мову й культуру в Університеті Монаша. Метью Гай одружений, має трьох дітей. Він українського походження; сім'я його матері покинула Радянський Союз в 1949 році.